# Thomas Hardy
Thomas Hardy OM (Higher Bockhampton, Anglia, 1840. június 2. – Dorchester, Anglia, 1928. január 11.) angol költő és regényíró; a regionális epika egyik legkiválóbb művelője. Kiemelkedő regényeinek színhelye a képzeletbeli délnyugat-angliai megye, „Wessex”.

## Élete

### Ifjúsága
Thomas Hardy 1840. június 2-án látta meg a napvilágot a délnyugat-angliai Dorset grófság mindössze nyolc lakóházból álló kis tanyáján, Higher Bockhamptonban. Édesapja, idősebb Thomas Hardy építőmester volt, s az ötvenes években téglaégetőjében két munkást is alkalmazott. Az író anyja, leánykori nevén Jemina Hand, egy inasnak és egy lecsúszott nemes lányának gyermeke volt. Amikor későbbi férjével, az író apjával megismerkedett, szakácsnőként és cselédlányként dolgozott a környék tehetősebb házainál. Az író rokonai többnyire béresek, inasok és munkások voltak, a később híressé vált Hardy nemigen lehetett büszke származására. A család életének menetét az évszakok váltakozása és a templomi kalendárium határozta meg.
A kis Thomas érzékeny gyermek volt, s hajlamos a depresszióra és a letargiára is, amitől még felnőttkorában sem nagyon tudott szabadulni. Nevelését édesanyja irányította, aki megismertette az angol klasszikusok, Shakespeare és Fielding műveivel. Gyermek- és ifjúkorában rendszeres látogató volt egy, az otthonukhoz közeli városkában, Puddletownban élő rokonainál, ahol szeme korán hozzászokott a korabeli élet nyers realitásához: mit jelent a sok gyerek, az alkoholizmus, az árvaság, a betegségek és az osztálykülönbségek nyűge. Szülei kezdetben az értelmes, bár visszahúzódó fiút papnak szánták, de később felülkerekedett bennünk a gyakorlatiasság, és 1856-ban építésztanoncnak adták egy dorchesteri restaurátor és építész, John Hicks mellé. A fiú nem hagyott fel a tanulással, és erőteljes önképzésbe kezdett. Megtanult ógörögül, egyházi vitairatokat olvasott és hitvitákat folytatott más felekezetű kollégáival. Ebben az időszakban kötött tartós barátságot Horace Moule-lal, egy anglikán lelkész fiával, aki később a híres londoni hetilapnak, a The Saturday Review-nak lett a kritikusa és híres publicistája.
1862-ben Londonba került, ahol Arthur Bloomfield neves építész asszisztenseként dolgozott, s unalmas rajzolgatással töltötte idejét. Ebben az időben írta első verseit, és mindeközben megismerkedett a kor vezető természettudományának jelentős alakjainak, Charles Darwin, August Comte és Herbert Spencer korszakalakító munkáival is. Nagy hatással volt rá az utilitarista John Stuart Mill és a pozitivizmus eszmerendszere.
1867-ben kiábrándult a városi életből, és visszatért szülei házába. Többnyire építészeti munkákat vállalt, de közben írt néhány verset és pár novellát.

### Regényei
Első regényét 1867–68-ban írta, de The Poor Man and the Lady (A szegény ember és az úrnő) c. munkát több kiadó visszautasította azzal az indokkal, hogy a mű túlságosan szatirikus és szocialista, Hardy emiatt megsemmisítette a kéziratot.
- A zöldellő fa alatt (Under the Greenwood Tree, 1872)
- Távol a világ zajától (Far from the Madding Crowd, 1874)
- Hazatérés (The Return of the Native, 1878)
- A weydoni asszonyvásár (The Mayor of Casterbridge, 1886)
- Erdőlakók (The Woodlanders, 1887)
- Egy tiszta nő (Tess of the d’Urbervilles, 1891)
- Lidércfény (Jude the Obscure, 1895)

## Magyarul
- Otthon, a szülőföldön. Regény; ford. Békési Gyula, Pallagi Gyula; Franklin, Bp., 1898 (Olcsó könyvtár)
- Erlanger Frigyes: Tessza. Dráma; szöv. Thomas Hardy Tess of the d'Urbevilles elbeszélése nyomán Illica Lajos, ford. Vidor Dezső; Operaház, Bp., 1911
- Egy tiszta nő. Regény; ford. Szabó Lőrinc, bev. Kéry László; Szépirodalmi, Bp., 1952
- Egy tiszta nő; ford. Szabó Lőrinc, tan. Kéry László; 2., átdolg. kiad.; Új Magyar Kiadó, Bp., 1955
- Netty Sargent's copyhold. Netty Sargent birtoka / Absent-mindedness in a parish choir. Szórakozottság egy egyházközségi zenekarban; ford. T. András László; Terra, Bp., 1957 (Kétnyelvű kis könyvtár)
- Lidércfény. Regény; ford. Pálóczi-Horváth Lajos, bev. Ungvári Tamás; Európa, Bp., 1959 (A világirodalom klasszikusai)
- Az asszonyért. Elbeszélések; ford. Vajda Miklós, vál. Borbás Mária; Európa, Bp., 1961
- A weydoni asszonyvásár. Regény; ford. Bartos Tibor; Európa, Bp., 1968 (Nők könyvespolca)
- Hazatérés. Regény; ford. B. Nagy László, versford. Tandori Dezső; Európa, Bp., 1972
- Erdőlakók. Regény; ford. László Balázs; Magyar Helikon–Európa, Bp., 1973
- Csudabogarak; ford. Vajda Miklós; in: A titokzatos idegen. Négy klasszikus angol kisregény; jegyz. Weltner Mariann; Európa, Bp., 1978 (A világirodalom remekei)
- Thomas Hardy és Gerard Manley Hopkins versei; vál. Sz. Kiss Csaba, ford. Ferencz Győző et al., utószó Ferencz Győző; Európa, Bp., 1985 (Lyra mundi)
- Kalandozásaink az Ördöglyukban; ford. F. Nagy Piroska; Móra, Bp., 1988 (Delfin könyvek)
- A kék szempár; ford. Gebula Judit; Lazi, Szeged, 2009
- A zöldellő fa alatt; ford. Gebula Judit; Lazi, Szeged, 2011
- Távol a világ zajától; ford. Gy. Horváth László; Lazi, Szeged, 2020